# Mayuko Kamio
Mayuko Kamio (神 尾 真 由 子, Toyonaka, Osaka, 12 de juny de 1986) és una violinista japonesa.

## Trajectòria
Kamio va començar a tocar el violí a l'edat de quatre anys. Els seus primers mestres van ser Chikako Satoya, Machie Oguri i Chihiro Kudo, i va treballar amb Koichiro Harada a l'Escola de Música Toho Gakuen. Va estudiar als Estats Units amb Dorothy DeLay i Masao Kawasaki al Festival de Música d'Aspen i a la divisió preuniversitària de l'Escola Juilliard. Després va estudiar amb Zakhar Bron a la Hochschule Musik und Theatre (HMT) a Zuric, Suïssa.
Toca amb un violí "Sennhauser" fabricat el 1735 per Giuseppe Guarneri, ofert per la Strad Society de Chicago i anteriorment un Stradivarius de 1727, anteriorment propietat de Joseph Joachim, en préstec de Suntory. Ha aparegut amb orquestres de renom, incloent-hi l'Orquestra Filharmònica de Montecarlo, la Filharmònica de la BBC i la Zürcher Kammerorchester.
Va ser l'artista més jove a guanyar el Concurs internacional de violí Menuhin, en el qual va actuar amb l'Orquestra Nacional de Lilla, sota la direcció de Yehudi Menuhin. Va ser guardonada amb el primer premi en les audicions internacionals de Young Concert Artists l'any 2000, i va rebre la primera medalla del Concurs de mestres de violí de Montecarlo. També va obtenir la medalla d'or en el primer Concurs internacional de violí David Óistrakh a Ucraïna i el primer premi per a violí en el Concurs Internacional Txaikovski el 2007.
Kamio va ser una de les tres persones (juntament amb el pianista Adam Neiman i la gerent de Young Concert Artists, Susan Wadsworth) que van ser els subjectes de la pel·lícula documental Playing for Real de 2003, dirigida per Josh Aronson. La pel·lícula documenta les dificultats per a establir una carrera en la música clàssica.
El 2010, Kamio va fer una gira pel Japó amb l'Orquestra del Festival de Budapest i el director Iván Fischer tocant el Concert per a violí de Mendelssohn. El 2 d'octubre de 2010, va tocar la Fantasia sobre Carmen de Sarasate a Buenos Aires, l'Argentina.
Posteriorment, ha tocat en el Festival de Música de Brevard, amb la Simfonia de Huntsville, la Simfònica de Vancouver, la Filharmònica de Nihon, la Simfònica de Silicon Valley, la Simfònica de Seattle, la Filharmònica de Búfalo, així com recitals amb música de cambra a San Francisco, Chamber on the Mountain i Merkin Hall a Nova York. Ha realitzat una gira amb la Filharmònica Nacional de Rússia dirigida per Vladimir Spivakov, la Filharmònica de Munic amb Zubin Mehta, la Filharmònica de Praga, la Filharmònica d'Israel i l'Orquestra Simfònica d'Oviedo.
Ha realitzat gires amb la Filharmònica d'Israel sota la direcció de Ludovic Morlot, a Sud-amèrica amb la Filharmònica de Múnic sota la direcció de Zubin Mehta, i al Japó amb l'Orquestra Simfònica de SWR d'Alemanya sota la direcció de François-Xavier Roth.
Ha fet recitals a Nova York, Washington D. C., San Francisco, Sant Petersburg, Moscou, Frankfurt, Varsòvia i Tòquio.
Grava per als segells SONY i BMG, que han editat les sonates de Franck, Brahms i Strauss, els concerts de Txaikovski i Prokófiev, peces amb piano de Chausson, Stravinski, Szymanowski, Waxman i els 24 Capritxos per a violí de Paganini.